# Agudo (Espanha)
Agudo é um município da Espanha na província de Ciudad Real, comunidade autónoma de Castilla-La Mancha, de área 229,90 km² com população de 1945 habitantes (2004) e densidade populacional de 8,46 hab/km².

## Demografia

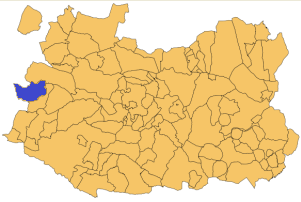
Mapa de localização

| Variação demográfica do município entre 1991 e 2004 | Variação demográfica do município entre 1991 e 2004 | Variação demográfica do município entre 1991 e 2004 | Variação demográfica do município entre 1991 e 2004 |
| --------------------------------------------------- | --------------------------------------------------- | --------------------------------------------------- | --------------------------------------------------- |
| 1991                                                | 1996                                                | 2001                                                | 2004                                                |
| 2219                                                | 2171                                                | 1987                                                | 1945                                                |